# 94 Pułk Piechoty improwizowany(1939)
94 Pułk Piechoty (94 pp) – improwizowany oddział piechoty Wojska Polskiego II RP.
Pułk nie występował w organizacji pokojowej wojska. Został sformowany w składzie 39 Dywizji Piechoty rez. ze względu, że zmobilizowany w ramach II rzutu mobilizacyjnego etatowy 94 pułk piechoty rez. i jego bataliony weszły w skład innych związków taktycznych WP (Grupa „Sandomierz” i Dowództwa Obrony Warszawy). 

## Formowanie i zmiany organizacyjne
8 września 1939 roku, rozkazem dowódcy 39 DP rez. gen. bryg. Bruna Olbrychta został ponownie sformowany 94 pp z innych jednostek dywizji. Na dowódcę formowanego pułku wyznaczono ppłk. Kazimierza Gołkowskiego byłego kierownika przedmiotu taktyka piechoty w Centrum Wyszkolenia Piechoty w Rembertowie. W skład formowanego pułku weszło dowództwo zmobilizowanego w Zajezierzu koło Dęblina 51 pułku artylerii lekkiej, z jego wszystkimi służbami i organami dowodzenia, na czele z adiutantem pułku. Dowództwo 51 pal zostało włączone do 94 pp jako organ dowodzenia po śmierci dowódcy ppłk Edwarda Błaszczyka. Bezpośrednie dowodzenie oddziałami 51 pal i innymi przydzielonymi do dywizji oddziałami artylerii przejął płk Jan Filipowicz, dowódca artylerii dywizyjnej. W skład 94 pp improwizowanego weszły bataliony:  
- III/95 pułku piechoty pod dowództwem kpt. Jana Lekana, jako I batalion
- III/93 pułku piechoty pod dowództwem mjr. Zygmunta Szymańskiego, jako II batalion (od 16 IX 1939)
- III/94 pułku piechoty pod dowództwem kpt. Bronisława Pardo, etatowy batalion 94 pp[4][5].

Dodatkowo w skład pułku włączono pojedynczych żołnierzy, grupki i pododdziały z rozbitych jednostek WP. 

## 94 pp rez. (improwizowany) w kampanii wrześniowej

### Działania batalionów przed sformowaniem pułku
Po zmobilizowaniu i osiągnięciu gotowości marszowej, 7 września od rana III batalion 93 pp brał udział w likwidacji grupy dywersantów niemieckich w kolonii Stężyca i wsi Krasnogliny, która próbowała zaatakować magazyny uzbrojenia w Stawach. Wieczorem batalion III/93 pp mjr. Zygmunta Szymańskiego rozkazem dowódcy Armii „Lublin” gen. dyw. Tadeusza Piskora został skierowany do obrony linii Wisły w rejonie Solca-Kamienia. Kompanie strzeleckie z plutonem ckm oraz plutonem armat 75 mm z baterii 3/51 pal lub z Ośrodka Zapasowego Artylerii Lekkiej nr 1 zostały przewiezione samochodami pułku strzelców pieszych do Solca-Kamienia, pozostałość 3 kompanii ckm, część gospodarcza i tabor batalionu przeszły marszem pieszym. Zadaniem batalionu było wzmocnienie obrony istniejącej przeprawy mostowej, bronionej przez część dywizjonu rozpoznawczego Warszawskiej Brygady Pancerno-Motorowej. 11 września obsadzające swoje stanowiska na zachodnim przedmościu 7 i 8 kompanie III/93 pp, ok. godz. 12.00 zostały ostrzelane przez artylerię niemiecką. Ponownie o godz. 14.00 obsada przedmościa została ostrzelana przez artylerię i nastąpiło na pozycje obsady przedmościa natarcie niemieckiej piechoty zmotoryzowanej, wspartej kilkoma czołgami z 3 Dywizji Lekkiej. Pod osłoną części 7 kompanii załoga przedmościa wycofała się. Most został spalony, a podjazd na most zaminowany. O godz. 18.00 pozostała część 7 kompanii i saperzy wycofali się łodziami na wschodni brzeg Wisły. O godz. 19.30 niemiecki oddział  ponownie wykonał natarcie na most, w tym momencie wysadzono przęsło mostu, a niemiecki czołg po najechaniu na minę, został zniszczony. Ogień broni maszynowej uniemożliwił niemieckiej piechocie próbę forsowania w rejonie przedmościa Wisły. 12 września przez cały dzień stanowiska III/93 pp były ostrzeliwane przez artylerię niemiecką. W nocy 12/13 września dwukrotnie batalion odpierał próby forsowania Wisły. 13 września na północ od obrony III/93 pp sforsowały Wisłę oddziały niemieckiej 14 DP i wykonały natarcie na skrzydłową 7 kompanię strzelecką i kompanię PW „Starachowice”. Pod silnym ostrzałem, z pozycji pod Solcem-Kamieniem zostały wyparte oddziały broniące linii Wisły, w tym batalion III/93 pp, który wycofał się w kierunku Opola Lubelskiego. Batalion ten dołączył do 94 pp improw., 16 września w okolicach Lublina. 
II batalion 93 pp mjr. Jana Lasoty 9 września po południu z Lublina dotarł do Kazimierza Dolnego, gdzie zajął obronę na odcinku Kazimierz Dolny–Bochotnica i wszedł w skład Armii „Lublin”. Następnie podporządkowany został dowództwu zgrupowania 9 pułku piechoty Legionów ppłk. Zygmunta Bierowskiego odpowiadającemu za odcinek „Puławy”. W nocy 9/10 września, do Bochotnicy samochody psp dowiozły pluton armat 75 mm prawdopodobnie ze składu OZAL nr 1 lub 3 baterii 51 pal. Od 12 do wieczora 14 września batalion był podporządkowany dowódcy formowanego 94 pp rez. improwizowanego.   

### Działania bojowe 94 pp rez. (improw.)

#### Działania obronne nad Wisłą i odwrót
Od chwili podjęcia formowania pułku, stanowił on odwód dowódcy 39 DP rez. w rejonie Wronów, Borysów, Bonów, Niebrzegów. Do formowanego dowództwa 94 pp impr., 11 września dołączył batalion III/94 pp, który przybył marszem pieszym z Zamościa. 14 września z miejsca mobilizacji z Chełma Lubelskiego dołączył do 94 pp improw., batalion III/95 pp. 11 września 94 pp zaczął obsadzać linię rzeki Wieprz na odcinku Dęblin – Łysoboki. Przejściowo w skład 94 pp, od 12 do 14 września wchodził II/93 pp pod dowództwem mjr. Jana Lasoty. Ostateczny kształt organizacyjny pułk przyjął w marszu pomiędzy 14 a 16 września. Wieczorem 14 września 94 pp improw. w ramach 39 DP rez. rozpoczął odwrót w kolumnie pierwszej z rejonu Baranów–Michów w składzie: batalion III/95 pp (jako I), batalion III/94 pp (jako III), dywizjon II/51 pal, 6 i 7 baterie 61 pułku artylerii lekkiej. Celem nocnego marszu 14/15 września dla 39 DP rez. były lasy kozłowieckie. 94 pp miał osiągnąć las na północ od wsi Nowy Staw, 8 km na północny zachód od wsi Niemce. Marszruta wiodła przez Stanisławów, Samoklęski, po wyczerpującym marszu w godzinach południowych osiągnięto północno-wschodnią część lasów kozłowieckich w rejonie Majdanu Kozłowieckiego. W tym rejonie pułk przebywał na postoju ubezpieczonym do południa 16 września. W trakcie odpoczynku doszło do reorganizacji zgrupowania do 94 pp rez. (improw.) dołączył jako II batalion pułku, batalion III/93 pp. W skład kolumny marszowej weszła również dywizyjna 14 samodzielna kompania km i br. tow., bez zmian pozostała artyleria zgrupowania 94 pp. O godz. 16.00 16 września podjęto dalszy marsz przez Bystrzycę, Łuszczów, Milejów do lasu za rzekę Wieprz, na wschód od Milejowa. Nakazany rejon ze względu na zatłoczenie dróg, intensywne opady deszczu pułk jak i dywizja osiągnęły przed południem 17 września. Po odpoczynku 18 września o godz. 5.00, 94 pułk podjął dalszy marsz po północnej stronie szosy Piaski Luterskie–Chełm, równolegle do niej. Przed południem kolumna 94 pułku dotarła do lasu na północ od Pawłowa. W związku z planowanym natarciem 39 DP rez. na Zamość, zgodnie z rozkazem dowódcy Frontu Północnego gen. dyw. Stefana Dęba-Biernackiego, podjęto przegrupowanie dywizji w kierunku Zamościa, podczas dwóch nocnych marszów.               

#### Udział w boju o Krasnystaw
O zmroku 18 września, 94 pp w kolumnie wschodniej dywizji podjął marsz poprzez Pawłów, Rejowiec, Krupe i miał dotrzeć do lasu Lipina na południe od Siennicy Królewskiej Dużej. W tym rejonie pułk miał być w gotowości do wsparcia ewentualnego natarcia zgrupowania 9 pp Leg. na Krasnystaw. Krasnystaw i okoliczne lasy stanowiły przedmoście na wschodnim brzegu rzeki Wieprz niemieckiej 4 DP. Na które podczas nocnego marszu natknął się Warszawski pułk ułanów, którego natarcie na przedmoście zostało odrzucone. Do wsparcia ułanów warszawskich został wyznaczony batalion III/9 pp Leg. wraz z baterią 4/3 pułku artylerii lekkiej Leg. Po początkowym powodzeniu jego natarcia i opanowaniu lasku przed Krasnymstawem, został o świcie 19 września odrzucony przez kontratak niemieckiego batalionu poniósł on znaczne straty. Ze względu na zagrożenie boku i tyłów maszerującej dywizji, rozkazem gen. bryg. Bruno Olbrychta, dowódca piechoty 39 DP rez. płk dypl. Bronisław Bolesław Duch, otrzymał rozkaz likwidacji niemieckiego przedmościa na rzece Wieprz w rejonie Krasnegostawu. Zadanie likwidacji przedmościa miały przeprowadzić 94 pp i 95 pp. Na odcinku 95 pp prowadzono natarcie, które pozwoliło wyprzeć część niemieckich oddziałów do Krasnegostawu. 94 pułk zajął dogodne stanowiska na wzg. 268,3 i wzg. 230 w rejonie wsi Kryniczki. Przed południem na pozycje obronne 94 pp, oddziały niemieckie przeprowadziły natarcie. Przy wydatnym wsparciu artylerii, niemieckie natarcie zostało zatrzymane i odparte. Wejście do walki zgrupowania 9 pp Leg. i silny ostrzał artyleryjski dywizjonów 39 DP rez. spowodował wycofanie się oddziałów niemieckich do Izbicy. W trakcie walk poległ dowódca III/94 pp kpt. Bronisław Pardo, dowodzenie batalionem przejął mjr Leon Ast. Straty 39 DP rez., to 156 poległych i kilkuset rannych. Straty 94 pp nie są znane. Rozkazem dowódcy frontu 39 DP wieczorem zakończyła walki o Krasnystaw i podjęła dalszy marsz w kierunku Zamościa. 94 pułk wykonał marsz do lasu na południe od Anielpola, obchodząc od wschodu Surhów i lasy na południe od Surhowa.                 

#### Bój pod Cześnikami
Przed południem 20 września zgrupowanie ppłk. Kazimierza Gołkowskiego w składzie: 94 pp improw., 14 kompania km i br. tow., dywizjony II/ 51 pal i III/61 pal, dotarło do lasu na północny wschód od Wisłowca. Przydzielony do zgrupowania I batalion 95 pp stanął na postoju w Zawadzie koło Skierbieszowa. Część kompanii nie posiadała kuchni polowych, żołnierze żywili się suchym prowiantem, byli wyczerpani forsownymi marszami. W trakcie marszu oddziały 94 pp napotkały zdemobilizowanych żołnierzy rozkazem dowódcy Okręgu Korpusu nr II gen. bryg.Mieczysława Smorawińskiego, we Włodzimierzu Wołyńskim, maszerujących bez broni na zachód. III batalion 94 pp pod dowództwem mjr. Leona Asta uległ demoralizacji. Po rozmowie mjr. Asta z ppłk. Chwalibóg-Pieckiem, który przybył z Włodzimierza Wołyńskiego, mjr Leon Ast rozwiązał dowodzony przez siebie batalion, a broń maszynową rozkazał zakopać. Napotkany przez płk dypl. Bronisława Ducha na drodze do Horyszowa Polskiego mjr Leon Ast, otrzymał rozkaz zebrania rozwiązanego batalionu do 21 września pod groźbą rozstrzelania go. Mjr Ast zebrał dwie kompanie strzeleckie i dwa plutony ckm, część taboru z kuchniami polowymi wcześniej rozwiązanego III batalionu 94 pp. Po otrzymaniu rozkazu dowódcy Frontu Północnego o zaniechaniu uderzenia na Zamość, ominięciu miasta od wschodu i marszu w kierunku Tomaszowa Lubelskiego. Ze zgrupowania ppłk Kazimierza Gołkowskiego wyłączono III dywizjon 61 pal bez 8 baterii do wsparcia XXIX Brygady Piechoty. Batalion I/95 pp wykonał marsz w odrębnej kolumnie.     
Do zgrupowania 9 pp Leg przydzielony został II batalion 94 pp (III/93 pp). Zmniejszona kolumna 94 pułku podjęła marsz o godz. 12.00 przez Huszczę, Łaziska, Stanisławkę, Horyszów Polski, Cześniki, kolonię Brudek do lasu na południe od tej miejscowości. Czoło maszerujących kolumn o zmroku przekroczyło szosę Zamość-Hrubieszów i napotkało na będące w obronie oddziały niemieckiej 4 Dywizji Lekkiej. Maszerujący na czele kolumny 94 pp, I batalion (III/95 pp) zdecydowanym natarciem zdobył Cześniki, który obsadził i zorganizował obronę. Czołowe bataliony sąsiednich kolumn 95 pp i 9 pp Leg. Zdobyły dwór Cześniki i Kolonię Bożydar. W nocy odbyło się przegrupowanie pułków 39 DP rez. na pozycje wyjściowe do natarcia 21 września o godz. 6.00. Do natarcia zostało wyznaczone zgrupowanie uderzeniowe dywizji pod dowództwem płk. dypl. Bronisława Ducha, to jest: 94 pp bez II batalionu (III/93 pp) wzmocniony I batalionem 95 pp oraz zgrupowanie 9 pp Leg. wzmocnione II batalionem 94 pp (III/93 pp). Oba zgrupowania pułkowe miała wspierać cała artyleria dywizyjna. Zadaniem grupy uderzeniowej miało być natarcie na wzg. 256, Brudek, Wola Łabuńska i po ich zdobyciu opanowanie Barchaczowa i Kolonii Wolica Śniatycka. Dalszym celem natarcia było zajęcie lasów Majdanu Ruszowskiego i Majdanu Krynickiego. O godz. 5.00 zgrupowanie 94 pp zajęło podstawy wyjściowe do natarcia. I batalion 94 pp (III/95 pp) na południowym skraju Cześnik, po obu stronach drogi do wsi Brudek. Przydzielony I batalion 95 pp w dworze Cześniki. Stanowiska ogniowe za Cześnikami zajęły mające wspierać natarcie 94 pp, II dywizjon 51 pal i 81 dywizjon artylerii lekkiej. O godz. 6.00 wyruszyło natarcie, I batalion 94 pp (III/95 pp) opanował wzg. 256, a I/95 pp południowy skraj lasu przy drodze Brudek-Kolonia Wolica Śniatycka. Zdobyte przedmioty terenowe broniły tylko słabe osłonowe oddziały niemieckiej 4 DLek. Na odcinku sąsiedniego zgrupowania 9 pp Leg. nie odniesiono powodzenia, ze względu na wprowadzenie do walki czołowych pułków niemieckiej 27 DP. Ok. 10.00 kryzys walki na sąsiednim odcinku usiłował przezwyciężyć gen. dyw. Stefan Dąb-Biernacki, który osobiście dyrygując dywizjonami artylerii II/51 pal i 81 dal, wysłał je do rejonu walk w lesie pomiędzy wsiami Brudek i Barchaczów przy wzg. 256 i gajówce. Dywizjony te miały prowadzić ostrzał na wprost do atakującej niemieckiej piechoty. Dowódca frontu także przerwał natarcie 94 pp i wysłał oba bataliony w ślad za artylerią. Przy wsparciu 81 dal (bez 1 baterii), I batalion 95 pp zajął bez większej walki Kolonię Wolicę Śniatycką, zajmując w niej i sąsiednim lasku obronę. I batalion 94 pp (III/95 pp), w tym samym czasie zajął obronę w laskach pomiędzy dworem Cześniki a Kolonią Wolicą Śniatycka. Praktycznie w godzinach przedpołudniowych natarcie 94 pp zostało zatrzymane. I batalion 94 pp (III/95 pp) zajmował stanowiska obronne na lewo od wzg. 256, bez styczności z nieprzyjacielem. w luce pomiędzy batalionami przebywał na stanowiskach ogniowych 81 dal (bez 1 baterii), w kolonii Wolica Śniatycka I batalion 95 pp, w styczności z niemieckimi patrolami. W południe do obrony wzg. 256 został wprowadzony I batalion 94 pp (III/95 pp) wzmocniony częścią 14 kompanii km i br. tow., który utrzymał wzg. 256 do końca dnia odpierając trzy niemieckie natarcia. Poniósł on duże straty. W nocy 21/22 września 94 pp w sile osłabionego ciężkimi walkami I batalionu (III/95 pp) kpt. Jana Lekana i częściowo odtworzonego, w tym czasie III batalionu 94 pp mjr Leona Asta przeszedł do odwodu 39 DP rez., zluzowany przez Grupę Kawalerii (pieszej) ppłk. Edwarda Wani. W I linii pozostał batalion I/95 pp, wychodząc z podporządkowania 94 pułku.    
22 września o godz.10.30 39 DP rez. wznowiła natarcie na tym samym kierunku, przeciwko niemieckiej 27 DP. Natarcie atakujących oddziałów Grupy Kawalerii i batalionów zgrupowania 9 pp Leg. zostało zatrzymane ok. godz. 12.00. O godz. 16.30 po silnym ostrzale artylerii 27 DP i artylerii dyspozycyjnej VII Korpusu Armijnego, cała niemiecka 27 DP przystąpiła do natarcia na pozycje 39 DP rez. Do odwrotu zostały zmuszone dywizjony kawalerii pieszej ppłk. Edwarda Wani i bataliony 9 pp Leg. Na rozkaz płk. dypl. Bronisława Ducha o godz. 17.30 kontrnatarcie w kierunku utraconego wzg. 256 wykonał 94 pp siłami obu swoich osłabionych batalionów. Jego atak został zatrzymany ogniem artylerii i broni maszynowej w rejonie drogi Cześniki-Brudek, pomieszane kompanie pułku wycofały się w kierunku północno-wschodnim. Kontratak zebranych przez płk. Ducha odwodów; 95 pp, kompanii sztabowej i innych zebranych żołnierzy, pozwolił odzyskać utracone stanowiska dywizji.  W nocy 22/23 września podjęto kolejne przygotowania do natarcia 23 września w godzinach porannych. Wypad w kierunku Łabuń I batalionu 95 pp stwierdził, że niemiecka 27 DP wycofała się z miejscowości przed frontem planowanego natarcia na południowy zachód. 94 pp poniósł w dwudniowym boju pod Cześnikami bardzo duże straty osobowe, wśród poległych był mjr Leon Ast, wśród rannych mjr Jan Lasota, mjr Konrad Krajewski, kpt. Jan Lekan.            

#### Walki o Krasnobród
23 września o godz. 8.00 94 pułk piechoty podjął marsz ubezpieczony, w zgrupowaniu płk. dypl. Bronisława Ducha przez Ruszczyznę, Krzywy Stok, Księżostany, las majątku Łabunie, przekroczył szosę Zamość-Tomaszów Lubelski na północ od Majdanu Krynickiego. Następnie zatrzymał się wzdłuż leśnej drogi do Majdanu Ruszowskiego na odpoczynek. Przed zmrokiem zgrupowanie 94 pp obsadziło wzg.300 i wieś Polany, 2 km na północny zachód od Krynic, gdzie zatrzymano się na nocleg. Oddziały 39 DP rez., a wśród nich i 94 pp rano 24 września z opóźnieniem podjęły marsz, ze względu na uciekające w panice tabory i koniowodnych z Mazowieckiej Brygady Kawalerii, które wpadły na formowane kolumny dywizji i 94 pułku. Po uporządkowaniu podjęto marsz poprzez wzgórze Grabnik, Maszerujące przed 39 DP rez. oddziały 10 Dywizji Piechoty, pozostałość XXIX Brygady Piechoty i batalion 1 pułku piechoty Leg. zdobyły Suchowolę, gdzie pozostawiono rannych z 39 DP rez.  Po zajęciu podstaw wyjściowych do natarcia na Krasnobród i otaczające wzgórza i lasy, o godz. 17.00 ostrzał rozpoczęła artyleria 39 DP rez. i 10 DP. Po kilkunastu minutach wyruszyło natarcie oddziałów 39 DP rez. i 10 DP. W drugim rzucie natarcia za 9 pp Leg i I/95 pp przemieszczał się 94 pp. Przed świtem przybyły w nocy 24/25 września I batalion 84 pp niemieckiej 8 DP, który przybył na pomoc 8 batalionowi pionierów, wyparł za Wieprz z Podklasztoru I/95 pp. Przybyłe dwa dywizjony niemieckiej artylerii ostrzeliwały przed południem oddziały 39 DP rez. O godz. 14.00  oddziały piechoty z pozostałości 1 Dywizji Piechoty Legionów, 10 DP, 39 DP rez. i Dywizji Kombinowanej gen. bryg. Jerzego Wołkowickiego przy wsparciu artylerii 39 DP rez. i 10 DP pozostałością posiadanej amunicji, podjęły natarcie. Pozostałość 94 pp i mocno uszczuplony I/95 pp pod dowództwem ppłk. Kazimierza Gołkowskiego z podstaw wyjściowych w Nowej Wsi i Turzyńca zaatakował i zdobył ponownie Podklasztor. Dalsze natarcie na wzg. 335,9 zgrupowania ppłk. Gorzkowskiego zostało załamane w ogniu niemieckiej artylerii i broni maszynowej prowadzonej ze wzgórza. Pomimo chwilowego powodzenia na innych odcinkach, natarcie całego zgrupowania zostało powstrzymane, a następnie część oddziałów została odrzucona do Krasnobrodu. Wieczorem pozostałość dywizji wraz resztą grupy wojsk zerwała kontakt bojowy z oddziałami niemieckimi i po zebraniu oddziałów kolumna 39 DP pod dowództwem płk dypl. Ducha ok. godz. 2.00 26 września podjęła marsz leśnymi drogami i bezdrożami przez Kaczorki, Malewszczyznę, do lasu w rejonie Szopowe. Rejon Szopowego osiągnięto ok. godz. 11.00 26 września, żołnierze byli zmęczeni, głodni, stan pozostałości 39 DP rez., to ok. 2 000 żołnierzy i 30 dział z minimalną ilością amunicji. Dalszy marsz w rejonie Józefowa i Górecka Kościelnego blokowały oddziały niemieckie, a do Tomaszowa Lub. i Krasnobrodu dotarły czołówki wojsk sowieckich. Rozkazem gen. bryg. Bruno Olbrychta, po wypłaceniu uposażeń i żołdu wszystkim żołnierzom, rozdano wozy i konie ludności cywilnej, a ciężką broń piechoty, działa i samochody zniszczono. Żołnierze pojedynczo lub w grupkach, mieli się przebijać do granicy węgierskiej na południe kraju lub do miejsc zamieszkania. Po północy gdy rozkaz dowódcy dywizji był realizowany, gen. bryg. Emil Krukowicz-Przedrzymirski rozkazał wypełnić porozumienie o kapitulacji, które zawarł z wojskami niemieckimi. 27 września o godz. 8.00 w Górecku Kościelnym, część żołnierzy poszła do niewoli. Część ukryła się lub wyruszyła, aby przedrzeć się do domów lub w kierunku granicy węgierskiej.          

## Obsada personalna we wrześniu 1939
Dowództwo

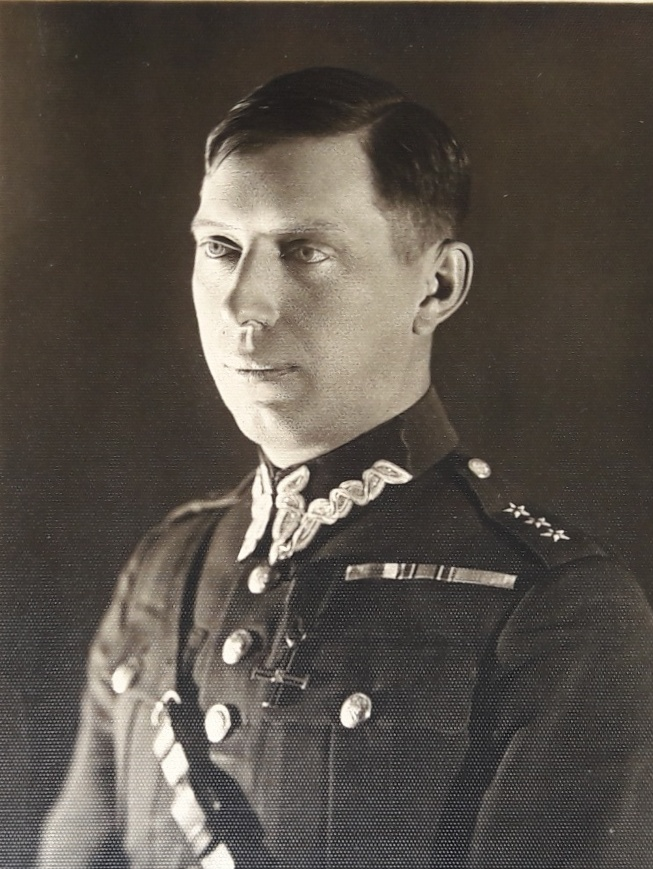
Mjr piech. Leon Ast

- dowódca pułku – ppłk Kazimierz Gołkowski
- adiutant pułku –
- dowódca I batalionu ( III/95 pp) – kpt. Jan Lekan (do 23 IX 1939), kpt. Jan Szczęsny Lebiedziewicz
  - adiutant batalionu – ppor. rez. Rotmaniak (do 19 IX 1939), ppor. rez. Tadeusz Kwiatkowski
  - dowódca 7 kompanii strzeleckiej – ppor. Jerzy Zdzisław Lipnicki
  - dowódca 8 kompanii strzeleckiej – ppor. Stanisław Sędziak
  - dowódca 9 kompanii strzeleckiej – por. rez. Franciszek Baltazar Ostrowski
  - dowódca 3 kompanii ckm – ppor. Edwin Stelmaszewski
- dowódca II batalionu (III/93 pp) – mjr Zygmunt Szymański
  - dowódca 7 kompanii strzeleckiej – por. Leopold Michał Aksmann–Mianowski
  - dowódca 8 kompanii strzeleckiej – NN
  - dowódca 9 kompanii strzeleckiej – NN
  - dowódca 3 kompanii ckm – ppor. Stanisław Jan Michalik
- dowódca III batalionu 94 pp – kpt. Bronisław Prado (+ do 19 IX 1939), mjr Leon Ast
  - dowódca 7 kompanii strzeleckiej – NN
  - dowódca 8 kompanii strzeleckiej – NN
  - dowódca 9 kompanii strzeleckiej – NN
  - dowódca 3 kompanii ckm – por. Eustachiusz Waszków